# Jean-Paul Bordeleau
Pour les articles homonymes, voir Bordeleau.
Jean-Paul Bordeleau (né le 31 janvier 1943 à Saint-Janvier de Chazel, en Abitibi-Témiscamingue et mort le 29 janvier 2022 à Val-d'Or), est un homme politique québécois. Il a été député de la circonscription d'Abitibi-Est à l'Assemblée nationale du Québec de 1976 à 1985, sous la bannière du Parti québécois avec l'équipe de René Lévesque,.

## Biographie
Jean-Paul Bordeleau a d'abord travaillé comme architecte de 1966 à 1976.

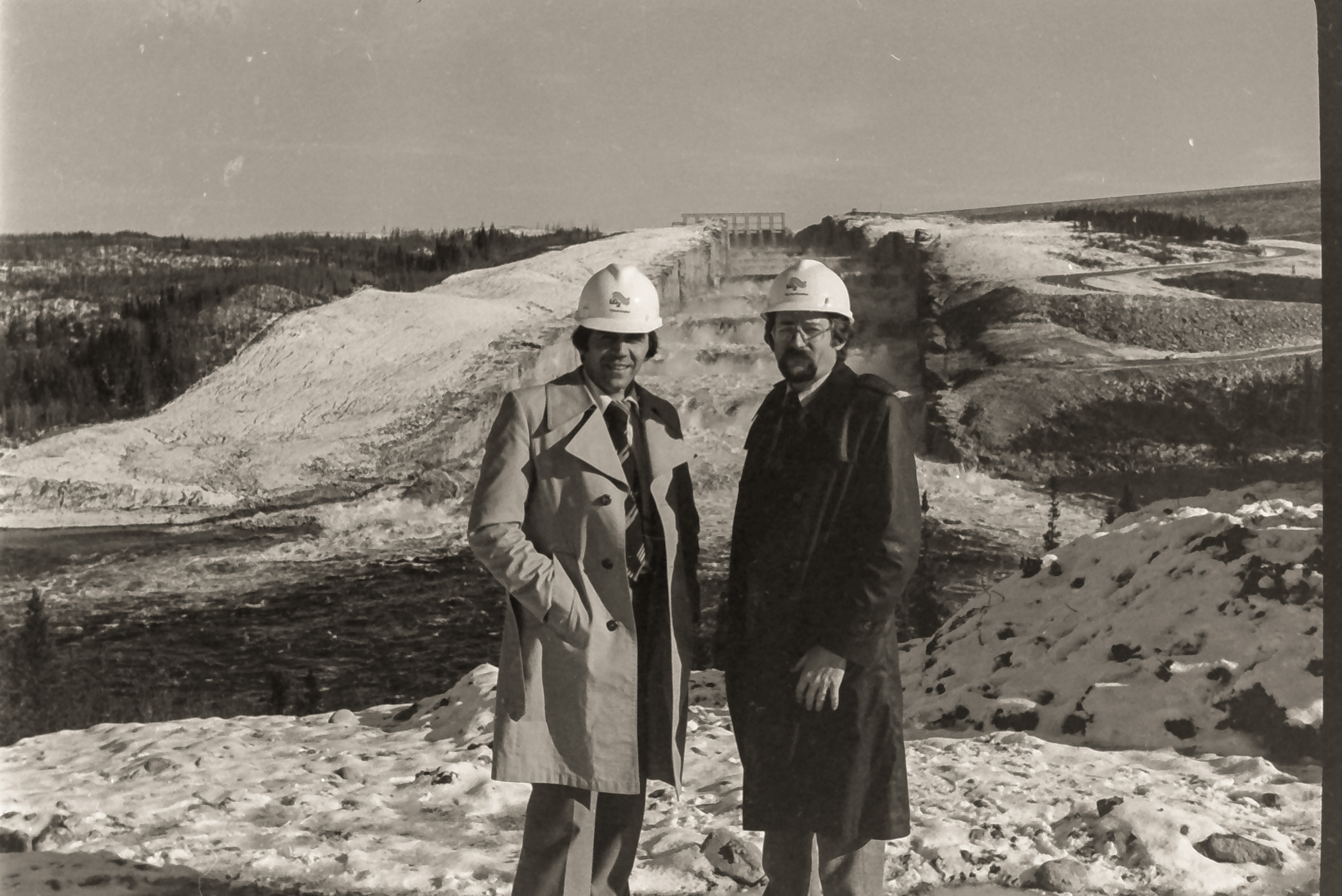
François Gendron et Jean-Paul Bordeleau (à droite sur la photo) lors de l'inauguration de la centrale hydroélectrique LG2 le 27 octobre 1979.

Il a été élu une première fois en 1976 et été réélu en 1981 aux côtés de François Gendron, qui était député d'Abitibi-Ouest et Gilles Baril, dans la circonscription de Rouyn-Noranda-Témiscamingue. Lors de sa députation, il a entre autres collaboré avec le maire de Val-d'Or, André Pelletier, afin de construire une voie de contournement à Val-d'Or. Au cours de ses mandats, il a agi comme adjoint parlementaire au ministre de la Main-d'œuvre et de la Sécurité du revenu et du ministre de l'Énergie et des Ressources. Il a aussi été vice-président du conseil des députés du Parti québécois et président de la Commission de l'économie et du travail avant d'être défait en 1985.
En 1985, le bureau de Jean-Paul Bordeleau a été vandalisé et des dossiers ont été volés. À cette époque, des manifestants réclamaient l'action du député et de son gouvernement pour la reprise des opérations de l'usine Forex qui avait fermé ses portes en juillet 1984. Des travailleurs mis à pied avaient érigé une tente devant son bureau et dénoncé son absence dans le dossier.
Après avoir été élu, Jean-Paul Bordeleau est resté actif dans la vie publique. Il a été homme d'affaires, mais il a aussi occupé le poste d'attaché politique d'André Pelletier de 1994 à 1999, alors qu'il était député de la circonscription d'Abitibi-Est.

## Implications culturelles et communautaires

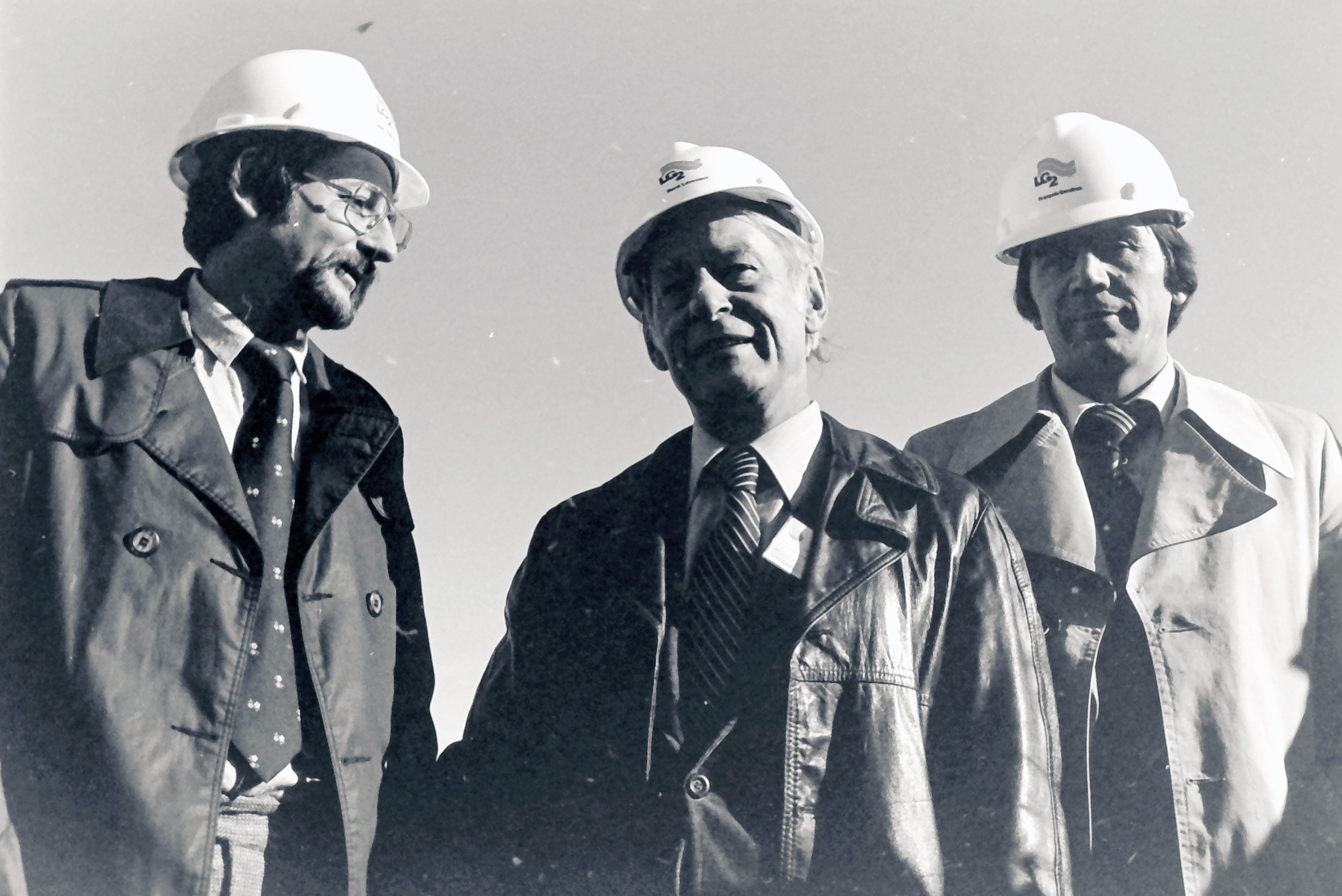
René Lévesque lors de l'inauguration de la centrale de LG2 le 27 octobre 1979. À gauche, Jean-Paul Bordeleau et à droite, François Gendron.

Jean-Paul Bordeleau fut membre du Conseil des aînés de 2001 à 2005, président du comité de toponymie de la Ville de Val-d'Or et président de l'Association Québec-France pour l'Abitibi-Témiscamingue.
En octobre 2013, sous la direction de l'auteur Léandre Normand, Jean-Paul Bordeleau a été coauteur du livre Parole de gauchers. Il a aussi été un des membres du comité organisateur du Prix littéraire jeunesse Télé-Québec 2014, qui s’adresse à la jeunesse de l’Abitibi-Témiscamingue et du Nord-du-Québec,,.
En tant que membre de l’Association des riverains du lac Sabourin, il a également siégé sur le comité de rétablissement du caribou de Val-d'Or.